# Tega Cay
Tega Cay es una ciudad situada en el estado de Carolina del Sur, en los Estados Unidos.En el Condado de York. La ciudad en el año 2000 tiene una población de 4.044 habitantes en una superficie de 8.2 km², con una densidad poblacional de 629.4 personas por km². 

## Geografía
Tega Cay se encuentra ubicada en las coordenadas 35°2′14″N 81°1′29″O / 35.03722, -81.02472. Según la Oficina del Censo, la ciudad tiene un área total de 8,2 km² (3,2 mi²), de la cual 6,4 km² (2,5 mi²) es tierra y 1,7 km² (0,7 mi²) (21.27%) es agua.

## Demografía
En el 2000 la renta per cápita promedia del hogar era de 80.227 $, y el ingreso promedio para una familia era de 82.926 $. El ingreso per cápita para la localidad era de 37.275 $. En el año 2000, los hombres tenían un ingreso per cápita de 61.745 $, frente a 35.082 $ de las mujeres. Alrededor del 1,20 % de la población estaba bajo el umbral de pobreza nacional. 

### Localidades adyacentes
El siguiente diagrama muestra a las localidades en un radio de 12 kilómetros (7,5 mi) de Tega Cay.